# Jardim d'Abril
Jardim d’Abril é um bairro localizado na Zona Oeste da Cidade de São Paulo.O bairro é predominantemente residencial. Sua característica é composta por casas e por condomínios de blocos de prédios baixos. Seu acesso pode ser feito tanto por bairros vizinhos do mesmo distrito ou pelas ruas do bairro Jardim D'Abril no município de São Paulo. Bairros do Rio Pequeno, São Paulo.